# Bougtob
Bougtob est une commune de la wilaya d'El Bayadh en Algérie.

## Géographie

### Situation
Le territoire de la commune de Bougtoub se situe au nord-ouest de la wilaya d'El Bayadh.
| El Kheiter                | El Kheiter  | Rogassa      |
| El Biod (Wilaya de Naâma) | Bougtoub    | Kef El Ahmar |
|                           | Tousmouline | Kef El Ahmar |

### Localités de la commune
La commune de Bougtob est composée de douze localités : Alfa ville, Badrous, Bougtoub, Derraga Gheraba (à l'origine résidence Oulad Bachir - Ouled Taleb Chikh, Ouled Boudouaïa, Kherz Sat, Ouled Rahou)[pas clair], Gouiret Djir (en partie)[pas clair], Hamia, Hiadh Naam, Ouled Charef, Sayada et Sidi Belaïd.